# 구강내과

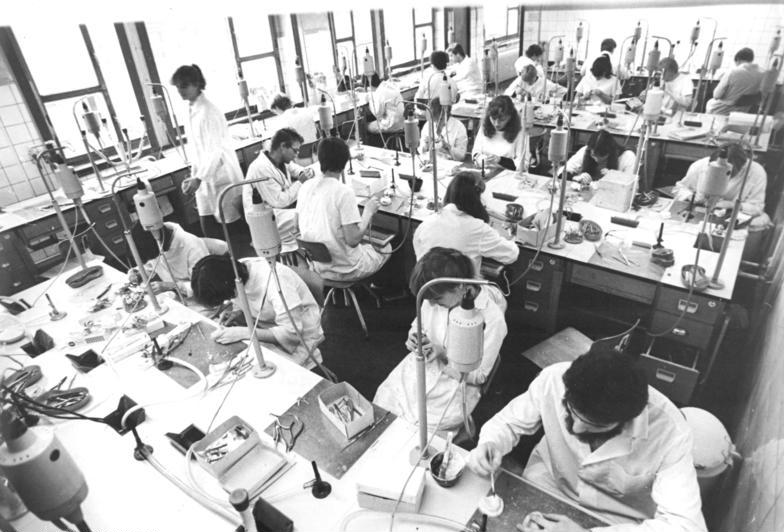

구강내과(口腔內科, oral medicine, stomatology)는 구강암, 침샘 장애, 측두하악 장애(예: 턱관절 문제), (근골격 또는 신경학적 질환으로 인한) 안면 통증, 미각과 후각 장애, 전신 질환과 전염병의 구강 소견에 대해 다루는 의학 분과이다. 의학과 치의학의 경계에 있다. 구강내과 전문의는 본질적으로 입을 다루는 의사로서, 구강과 안면 부위의 장애를 가진 환자를 진단하고 관리하도록 훈련을 받는다.

## 역사
구강 건강은 고대부터 의사들의 관심사였다. 대표적으로 히포크라테스, 갈레노스 등은 혀를 건강의 표지자로 간주하여, 건강을 진단할 때 혀를 검사하거나 혀를 잘 관리할 것을 강조했다. 그러나 현대와 비슷한 의미로 전문 의학분과로써의 구강내과는 비교적 새로운 영역이다.:2
구강내과는 1940년대에 의학과 치의학의 상호 작용에 관심이 있던 뉴욕의 치과의사(주로 치주 전문의) 집단에서 발전했다. 구강내과가 미국에서 자체적인 전문 분야가 되기 전에는 한때 치주 전문의의 하위 분야였다.

## 범위

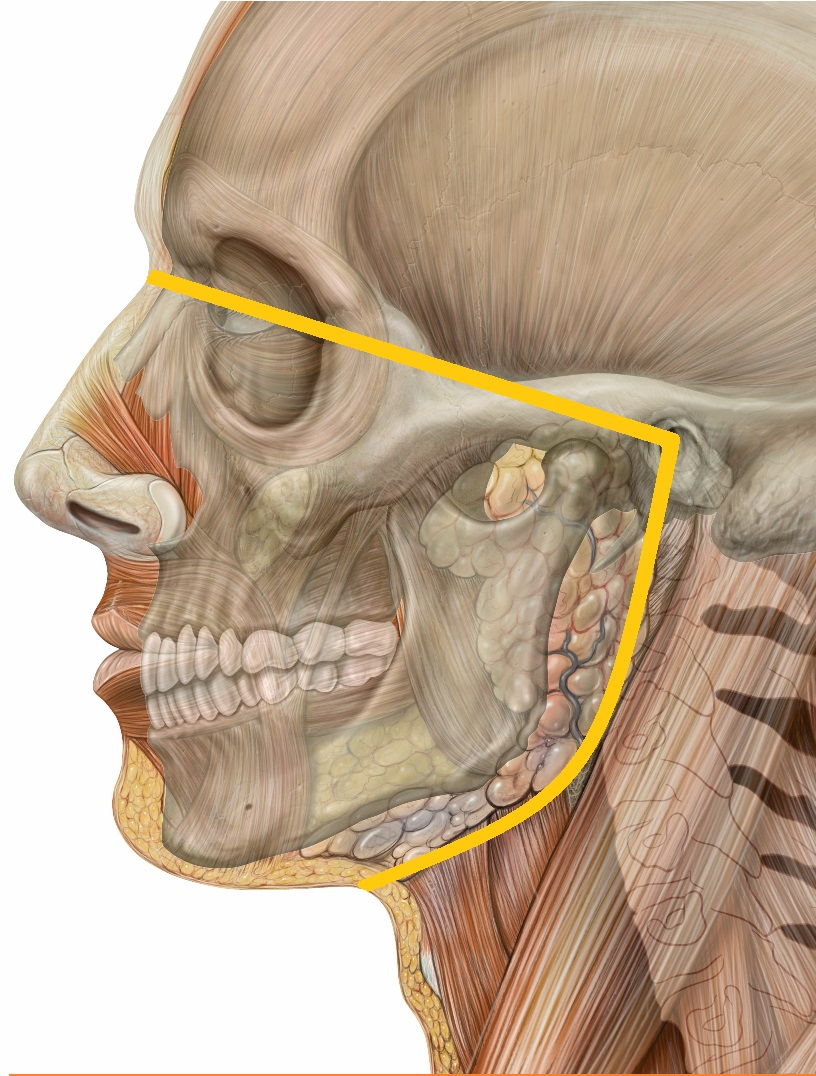
구강안면부 통증 영역. 구강안면부 통증은 목 위쪽, 귀 앞쪽, 눈확귓구멍선 아래쪽 영역과 구강 안쪽의 통증으로, 치아와 턱 질환을 포함한다.

구강내과는 구강안면부(입과 아래쪽 얼굴)에 영향을 미치는, 치과 이외의 질환에 대한 임상적 진단과 비수술적 관리에 관해 다룬다.
많은 전신성 질환에는 구강안면부에 나타나는 증상과 소견이 있다. 병리학적으로 입은 많은 피부와 위장 질환의 영향을 받을 수 있다. 상피조직을 손상시키는 경조직의 독특한 질환도 있다(머리카락과 손톱은 상피내 조직이다). 따라서 치아를 덮고 있는 미생물막은 플라크 유발 질환이라고 하는 질환을 유발한다.
구강내과가 다루는 질환에는 편평태선, 베체트병, 보통천포창 등이 있다. 또한 백색판증이나 홍판증과 같은 구강의 전악성(pre-malignant) 병변과 발작성 신경통, 지속성 신경통, 근막통, 비정형 안면통, 자율신경성 두부통, 두통과 편두통 등의 급성 통증 질환도 다룬다. 구강내과에서 다루는 또 다른 질환에는 의학적으로 면역이 손상된 환자, 가령 암 환자 등의 구강점막염, 비스포스포네이트 관련 턱뼈괴사, 방사선 요법 관련 구강 병리 질환이 있다. 또한 구강건조증(쇼그렌 증후군 등), 구강 작열감 증후군, 삼차신경통, 턱관절 장애와 같은 비치과적 만성 구강안면부 통증의 진단 및 관리에도 관여한다.

## 같이 보기
- 구강외과